# Anthémis fétide
Anthemis cotula
Pour les articles homonymes, voir Camomille (homonymie).
Ne doit pas être confondu avec Marouette (oiseau).
Espèce
Classification phylogénétique
L'anthémis fétide (Anthemis cotula) est une espèce de plantes herbacées annuelle de la famille des Astéracées.
Autres noms communs : camomille puante, anthémis puante, camomille des chiens, maroute, camomille maroute, marouette, anthémis cotule, anthémis bâtarde, œil-de-vache.

## Description

### Caractéristiques
- Organes reproducteurs
  - Couleur dominante des fleurs : blanc, jaune
  - Période de floraison : juillet-octobre
  - Inflorescence : corymbe de capitules
  - Sexualité : gynomonoïque
  - Ordre de maturation : protandre
  - Pollinisation : entomogame, autogame
- Graine
  - Fruit : akène
  - Dissémination : barochore
- Habitat et répartition
  - Habitat type : annuelles commensales des cultures acidophiles
  - Aire de répartition : eurasiatique méridional

Données d'après : Julve, Ph., 1998 ff. - Baseflor. Index botanique, écologique et chorologique de la flore de France. Version : 23 avril 2004.